# Серафим (Балтич)
Епископ Серафим (в миру Бо́ян Ба́лтич, серб. Бојан Балтић; 7 мая 1978, Загреб) — епископ Сербской православной церкви, епископ Костайницкий, викарий Новограчаницкой и Среднезападноамериканской епархии.

## Биография
Родился 7 мая 1978 года в Загребе в семье Велько и Радойки. Семья Балтич происходит из Бании. В родном городе он окончил основную и три класса Средней электротехнической школы. Из-за военных событий в августе 1995 года он переехал во Флориду (США), где окончил среднюю школу и факультет информационных технологий.
Во время обучения он знакомится со старцем Ефремом Филофейским, его монахами и монахинями, которые в том время жили в США. Общение со святогорцами, участие в их богослужениях, духовные советы и исповеди определили его дальнейший жизненный путь.
После завершения обучения он посетил несколько православных монастырей по всей Америке, Сербии и Греции. В конце девяностых годов он встретился с епископом Лонгином (Крчо) во время его пастырского визита в приходы Флориды. По его благословению в 2003 году он отправился в Монастырь Новая Грачаница. В том же году он поступил в Свято-Троицкую духовную семинарию РПЦЗ в Джорданвилле.
Во время учёбы, в Чистый четверг 2006 года, в монастыре Новая Грачаница был пострижен в монашество с именем Серафим. В том же году, в праздник святого пророка Илии, он был рукоположен в сан иеродиакона.
В 2008 году окончил Свято-Троицкую духовную семинарию с отличием (magna cum laude) и степенью бакалавра богословия. 1 июня 2008 года в Свято-Троицкой духовной семинарии на церемонии вручения дипломов обратился к собравшимся с речью от имени выпускного класса.
28 августа 2008 года, на праздник Успения Пресвятой Богородицы епископом Лонгином (Крчо) рукоположен во иеромонаха. Во время службы в монастыре он переводил на английский язык труды святителя Николая (Велимировича). Чтобы узнать его поближе, он отправился в монастырь Хиландар, где провел шесть месяцев в 2010 году.
После возвращения в Америку получил различные послушания на поприще пастырской работы с детьми и молодёжью, в епархиальных летних лагерях и молодёжных комитетах. В богословском факультете святого Саввы в Либертивилле он служил экономом, одновременно опекая миссионерский приход Святой Петки в Нэшвилле.
С 2015 года являелся секретарем Новограницко-Среднезападно-Американской епархии. В том же году он получил степень магистра делового администрирования (MBA). В конце 2020 года епископ Лонгин отправляет его в Сербию, где он проводит полгода в монастыре Святых Архангелов в Ковиле. С 2021 по август 2024 года он служил в соборе Святого Саввы в Милуоки.
На очередном заседании Священного Архиерейского Собора Сербской Православной Церкви, проходившем с 14 по 18 мая 2024 года в Белграде, архимандрит Серафим был избран викарием митрополита Средне-Западно-Американского с титулом епископа Костайницкого.
12 октября 2024 года в соборе святого Михаила Архангела в Белграде состоялось наречение архимандрита Серафима во епископа Костайницкого, викария митрополита Средне-Западно-Американского.
13 октября 2024 года в храме Святого Саввы в Белграде хиротонисан во епископа Костайницкого, викарий Новограчаницкой и Среднезападноамериканской митрополии. Хиротонию совершили: Патриарх Порфирий, архиепископ Чикагский и Центрально-Американский Петр (Лукьянов) и архиепископ Вроцлавский и Щецинский Георгий (Паньковский), митрополит Средне-Американский Лонгин (Крчо), митрополит Вранский Пахомий (Гачич) и митрополит Милешевский Афанасий (Ракита), епископы Валевский Исихий (Рогич), епископ Мохачский Дамаскин (Грабеж), епископ Хвостанский Алексий (Богичевич), епископ Новобрдский Иларион (Лупулович), епископ Топличский Петр (Богданович), епископ Енопольский Никон (Цветичанин) и епископ Диоклийский Паисий (Джеркович).